# Список графов и герцогов Клеве
Граф Клеве (нем. Grafen von Kleve), а с 1356 года герцог Клеве (нем. Herzöge von Kleve) — правители феодального владения в Священной Римской империи с центром в городе Клеве. Графство Клеве было образовано около 1020/1025 года при разделе графства Хамаланд.

## Графы Клеве
Дом Клеве
- ок. 1020 — ок. 1050: Рутгер I (ум. ок. 1050), граф Клеве
- ок. 1050 — ок. 1075: Рутгер II (ум. ок. 1075), граф Клеве, сын предыдущего
- ок. 1075 — ок. 1092: Дитрих I (II) (ум. ок. 1092), граф Клеве, сын предыдущего
- 1092—1119: Дитрих II/III (ум. ок. 1119), граф Клеве с ок. 1092, сын предыдущего
- 1119—1147: Арнольд I (ум. 1147), граф Клеве с ок. 1119, сын предыдущего

Герб Клеве

- 1147—1172: Дитрих II/IV (ум. 1172), граф Клеве с 1147, сын предыдущего
- 1172—1198: Дитрих III/V (ум. 1198), граф Клеве с 1172, сын предыдущего
- 1198—1201: Арнольд II (III), граф Клеве с 1198, брат Дитриха II/IV
- 1201—1260: Дитрих IV/VI (ум. 1260), граф Клеве с 1201, сын Дитриха III/V
- 1260—1275: Дитрих V/VII (ум. 1275), граф Клеве с 1260, сын предыдущего
- 1275—1305: Дитрих VI/VIII (1256—1305), граф Клеве с 1275, сын предыдущего
- 1305—1310: Оттон I (ум. 1310), граф Клеве с 1305, сын предыдущего
- 1310—1347: Дитрих VII/IX) (1291—1347), граф Клеве с 1310, брат предыдущего
- 1347—1368: Иоанн (ум. 1368), граф Клеве с 1368, брат предыдущего

Дом фон дер Марк

Герб герцогства Клеве и графства Марк

- 1368—1394: Адольф I (ок. 1334—1394) — епископ Мюнстера (1357—1363), архиепископ Кёльна 1363—1364, граф Клеве с 1368, граф Марка (Адольф III) 1391—1393
- 1394—1417: Адольф II (1373—1448), граф Клеве 1394—1417, герцог Клеве с 1417, граф Марка (Адольф IV) 1399—1437, сын предыдущего

## Герцоги Клеве
Дом фон дер Марк
- 1417—1448: Адольф II (I) (1373—1448), граф Клеве 1394—1417, герцог Клеве (Адольф I) с 1417, граф Марка (Адольф IV) 1399—1437
- 1448—1481: Иоганн I (1419—1481), герцог Клеве с 1448, граф Марка с 1461, сын предыдущего
- 1481—1521: Иоганн II (1458—1521), герцог Клеве и граф Марка с 1481, сын предыдущего

Герб объединённого герцогства Юли-Клеве-Берг

- 1511—1539: Иоганн III Миролюбивый (1490—1539), герцог Клеве и граф Марка с 1521, герцог Юлиха и Берга, граф Равенсберга (Иоганн I) с 1511, сын предыдущего
- 1539—1592: Вильгельм I Богатый (1516—1592), герцог Клеве (Вильгельм I), Юлиха (Вильгельм V) и Берга (Вильгельм IV), граф Марка и Равенсберга с 1539, сын предыдущего
- 1592—1609: Иоганн Вильгельм I (1562—1609), герцог Клеве, Юлиха и Берга, граф Марка и Равенсберга с 1592, сын предыдущего

В результате Войны за клевское наследство Клеве отошло к курфюрстам Бранденбурга.

## Великие герцоги Берга и Клеве
В 1806 году император Франции Наполеон I образовал великое герцогство Клеве-Бергское, отданное Иоахиму Мюрату.
Мюраты
- 1806—1808: Иоахим Мюрат (1767—1815), маршал Франции, король Неаполя с 1808

Бонапарты
- 1808—1809: Наполеон I (1769—1821), император Франции
- 1809—1813: Наполеон Луи (1804—1831), король Голландии (Людовик II, 1810), великий герцог Клеве-Бергский

По результатам Венского конгресса в 1814 году Клеве присоединено к Пруссии.